# Stugun
Stugun (Stugunmål: [`stɵge̞n] eller [`stɞge̞n]) är en tätort i  Ragunda kommun och kyrkbyn i Stuguns socken Jämtlands län, belägen vid Indalsälven cirka 5 mil öster om Östersund.
Stugun ligger mellan älvens strand och Stugubergets lodräta vägg, just där riksväg 87 mellan Östersund och Sollefteå korsar älven. 

## Historia
Stugun har varit bebott sedan slutet av 1200-talet. Ortens namn (vndir stuwnæ a ræwndæ skoge) kommer av att där inrättades en själastuga vid en av Nidarosvägarna för att härbärgera pilgrimer på väg till Olof den heliges grav i Nidarosdomen i nuvarande Trondheim. Ärkebiskopen i Uppsala köpte mark vid Indalsälven och upplät år 1290 driften av stugan till Gjurd (Gyrdh) Bodakarl, som räknas som stamfar till den omfattande Stugusläkten. 
Stugun arrangerade ett officiellt 700-årsfirande år 1990.

### Befolkningsutveckling
| Befolkningsutvecklingen i Stugun 1960–2020 | Befolkningsutvecklingen i Stugun 1960–2020 | Befolkningsutvecklingen i Stugun 1960–2020 | Befolkningsutvecklingen i Stugun 1960–2020 | Befolkningsutvecklingen i Stugun 1960–2020 |
| ------------------------------------------ | ------------------------------------------ | ------------------------------------------ | ------------------------------------------ | ------------------------------------------ |
|                                            |                                            |                                            |                                            |                                            |
| År                                         |                                            |                                            | Folkmängd                                  | Areal (ha)                                 |
| 1960                                       | 1960                                       |                                            | 403                                        |                                            |
| 1965                                       | 1965                                       |                                            | 458                                        |                                            |
| 1970                                       | 1970                                       |                                            | 619                                        |                                            |
| 1975                                       | 1975                                       |                                            | 657                                        |                                            |
| 1980                                       | 1980                                       |                                            | 776                                        |                                            |
| 1990                                       | 1990                                       |                                            | 699                                        | 117                                        |
| 1995                                       | 1995                                       |                                            | 675                                        | 105                                        |
| 2000                                       | 2000                                       |                                            | 644                                        | 125                                        |
| 2005                                       | 2005                                       |                                            | 627                                        | 125                                        |
| 2010                                       | 2010                                       |                                            | 659                                        | 124                                        |
| 2015                                       | 2015                                       |                                            | 599                                        | 108                                        |
| 2020                                       | 2020                                       |                                            | 585                                        | 128                                        |
|                                            |                                            |                                            |                                            |                                            |

## Näringsliv
Näringslivet utgörs huvudsakligen av skogsbruk och sågverksindustri. En hel del invånare arbetspendlar in till Östersund.
Den 27 november 1998 invigde ICL Sorbus ett callcenter i Stugun. Företaget bytte senare namn till ICL Invia, Fujitsu Invia och slutligen enbart Fujitsu. Dess största kund från starten var Föreningssparbanken. Swedbank sade upp avtalet år 2014 vilket ledde till att 60 av de då 100 arbetstillfällena flyttades till Östersund. År 2015 flyttade även resten av verksamheten.
Stockholms handelsbank öppnade ett kontor i Stugun år 1915. Denna bank blev senare Svenska Handelsbanken som fanns kvar i Stugun under några decennier innan man lämnade orten. Stugun har också haft ett sparbankskontor som lades ner av Swedbank år 2009.

## Sport
Sportsligt sett kan Stugun klassas som en fotbollsort genom Stuguns BK:s framgångar. Men även rally är starkt förknippat med Stugun då Stuguns motorklubb har bärgat hem två junior-SM-guld genom åren, Jörgen Edholm (1986) och Anders Mattsson (1992).

## Sevärdheter
- Stuguns gamla kyrka
- Stuguns nya kyrka
- Stuguberget (klättring)

## Kända personer med anknytning till Stugun
- Gjurd Bodakarl
- Per-Martin Hamberg
- Maritza Horn
- Jon Jefferson Klingberg
- Pål Persson